# Zones van Nepal
Nepal was onderverdeeld in 14 zones (Nepalees: अञ्चल of anchal), die op hun beurt zijn onderverdeeld in 75 districten. De zones zijn vervangen door provincies.
1. Bagmati
2. Bheri
3. Dhawalagiri
4. Gandaki
5. Janakpur
6. Karnali
7. Kosi
8. Lumbini
9. Mahakali
10. Mechi
11. Narayani
12. Rapti
13. Sagarmatha
14. Seti